# 阪南市
阪南市（はんなんし）は、大阪府の泉南地域に位置する市。
南海本線尾崎駅を中心に発展。1991年に市制施行された大阪府下で最も新しい市。

## 地理

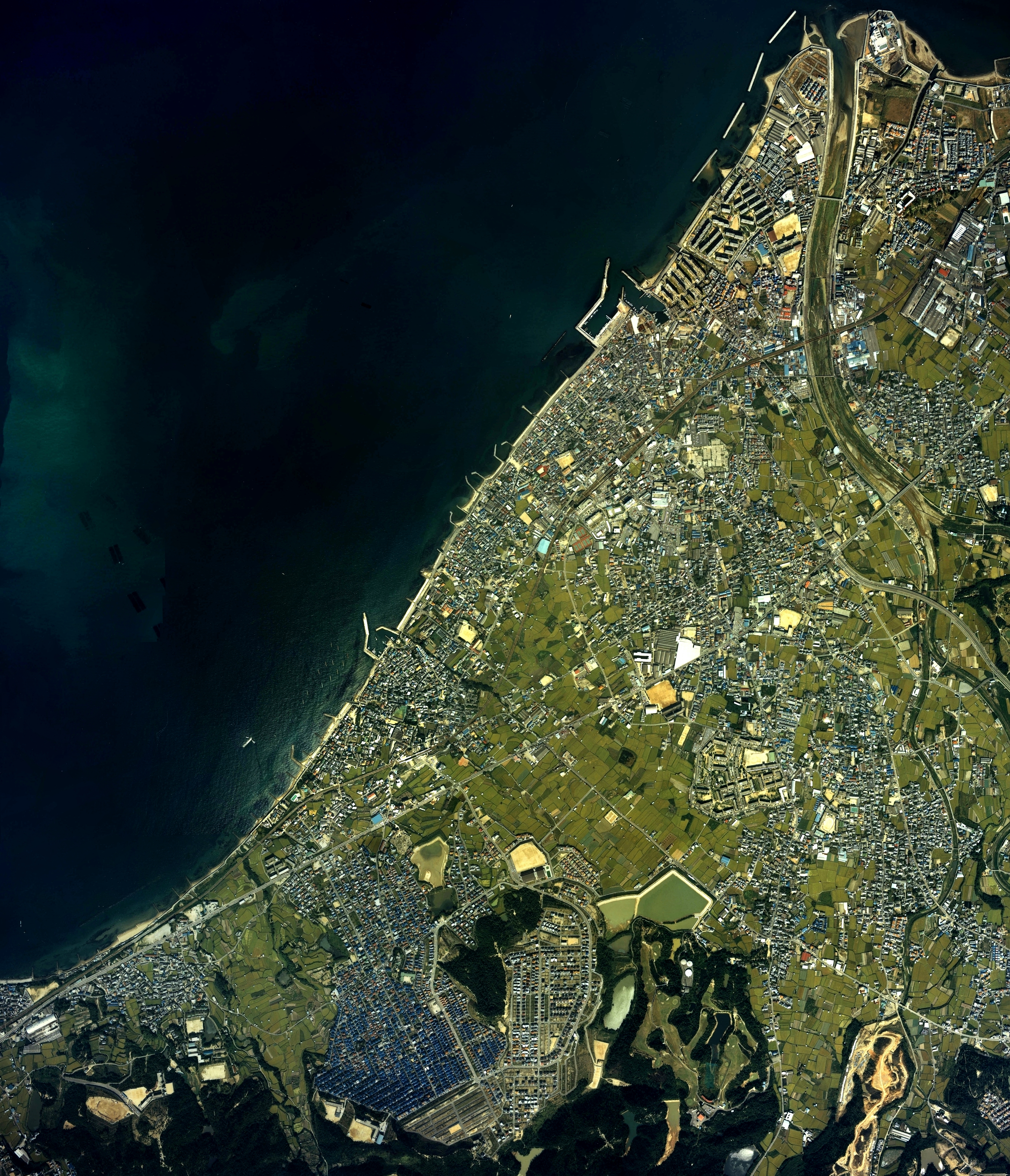
阪南市中心部周辺の空中写真。1985年撮影の9枚を合成作成。。

大阪府の南西部に位置する。大阪市の中心部から約45km、和歌山市の中心部から約10kmの距離。
南海電気鉄道南海本線が東西に横断している。また、JR西日本阪和線が阪南市東部を南北に縦断している。

## 歴史
約1万年前の旧石器時代終末期の史跡や縄文時代の墓跡群が確認されており、5〜7世紀当時の古墳時代から生活圏が成立したとされる。
江戸時代には岸和田藩領、同預かり地、京都守護職役知、淀藩領、社領が入り組む畿内型であった。社領は1868年から大阪府、他は1871年7月の廃藩置県により岸和田県などとなり、11月から堺県、そして1881年から大阪府の行政下となった。
江戸時代末期には、尾崎村、新村(しむら)、波有手村(ぼうでむら)、貝掛村(かいかけむら)、舞村、箱作村(はこつくりむら)、山中新田村（やまなかしんでんむら）、下出村(しもいでむら)、黒田村、自然田村(じねんだむら)、山中村、中村、石田村、桑畑村(くわばたむら)の14ヵ村が存在。舞村は明治時代に消滅したが、近隣で宅地開発された新興住宅地南海団地が「舞」の地名を復活させる。波有手村や中村、山中村はそれぞれ鳥取、鳥取中、山中渓(やまなかだに)に名称がかわり、山中新田村は、箱作の一部となっている。
市内に残る江戸時代の絵図や古文書をみると、14ヵ村が集落として記載されているほか、箱作には箱作東村、箱作西村、飯ノ峯畑村(いいのみねばたむら)などの字が見られ、通称福島地区は「尾崎村ノ内福島」という表記がされており、当時は小さな集落が存在していた。
- 1884年（明治17年） 日根郡中村が鳥取中村に改称。
  - 日根郡内に中村が二つあったため。もう一つの中村は岡中村に改称（現・泉南市信達岡中）。
- 1889年（明治22年）4月1日 町村制施行により、日根郡尾崎村、西鳥取村、東鳥取村、下荘村が発足。
  - 尾崎村 - 尾崎村単独
  - 西鳥取村 - 新村、波有手村が合併
  - 東鳥取村 - 下出村、鳥取中村、自然田村、山中村、黒田村、石田村、桑畑村が合併
  - 下荘村 - 舞村、貝掛村、箱作村、山中新田が合併
- 1896年（明治29年）4月1日 泉南郡が成立。
- 1939年（昭和14年）6月1日 泉南郡尾崎村が町制施行。泉南郡尾崎町となる。
- 1956年（昭和31年）9月30日 泉南郡尾崎町、西鳥取村、下荘村が合併。泉南郡南海町となる。
- 1960年（昭和35年）11月1日 泉南郡東鳥取村が町制施行。泉南郡東鳥取町となる。
- 1972年（昭和47年）10月20日 泉南郡南海町と東鳥取町の合併により、泉南郡阪南町が発足。
  - 以後、2005年2月1日に南河内郡美原町が堺市に編入するまで33年間、大阪府内では市町村合併が実施されなかった。
- 1991年（平成3年）10月1日 大阪府下36番目の市として市制を施行し、阪南市となった。大阪府で一番新しい市である。
- 2004年（平成16年） 阪南市を含む泉南地域3市2町で合併する「南泉州市」構想が模索されたが、阪南市で行われた住民投票では合併反対が多数を占め、実現には至らなかった。

## 行政
- 市長 : 上甲誠（じょうこう まこと、2024年11月12日就任、1期目）

### 歴代市長
| 代 | 氏名     | 就任                       | 退任                       | 備考           |
| -- | -------- | -------------------------- | -------------------------- | -------------- |
| 1  | 成子芳昭 | 1991年（平成3年）10月1日   | 2000年（平成12年）11月11日 | 任期途中で辞職 |
| 2  | 岩室敏和 | 2000年（平成12年）11月12日 | 2008年（平成20年）11月11日 |                |
| 3  | 福山敏博 | 2008年（平成20年）11月12日 | 2016年（平成28年）11月11日 |                |
| 4  | 水野謙二 | 2016年（平成28年）11月12日 | 2024年（令和6年）11月11日  |                |
| 5  | 上甲誠   | 2024年（令和6年）11月12日  | 現職                       |                |

### 市議会
- 定数：14名
- 任期：2025年（令和7年）9月30日まで
- 議長：中村秀人（創生会）
- 副議長：見本栄次（無会派）

| 会派名       | 議席数 | 議員名（◎は代表、○は副幹事長）            |
| ------------ | ------ | ----------------------------------------- |
| 大阪維新の会 | 4      | ◎角野信和、〇百々麻希、杉本哲也、本郷真也 |
| 公明党       | 3      | ◎福田雅之、〇山本守、二神勝               |
| 市民くらぶ   | 2      | ◎浅井妙子、〇岩室敏和                     |
| 創生会       | 2      | ◎畑中譲、〇中村秀人                       |
| 無会派       | 3      | 山本光男、見本栄次、岡やよい              |

※2025年6月1日現在。

### 府議会
泉南・阪南・泉南郡選挙区（定数1）
- 渡辺秀綱（大阪維新の会大阪府議会議員団）

### 衆議院
- 選挙区：大阪府第19区 （阪南市・貝塚市・泉佐野市・泉南市・泉南郡）
- 任期：2024年（令和6年）10月27日- （「第50回衆議院議員総選挙」参照）

| 議員名   | 党派名       | 当選回数 | 備考   |
| -------- | ------------ | -------- | ------ |
| 伊東信久 | 日本維新の会 | 4        | 選挙区 |

### 市章
阪南の「は」を広がりゆくみずわに図案化。調和と平和を象徴する大小の輪は、阪南市が未来に向かって大きく躍進する姿を形象しているという（1973年（昭和48年）1月12日制定：阪南町章を継承）。

### キャッチフレーズ
阪南市のキャッチフレーズは、『うみ・やまを愛し、幸せをささえあう、安心とうるおいのあるまち　阪南』である。

### マスコットキャラクター
「阪南市市制施行20周年記念プレ事業」の中でマスコットキャラクター「はなてぃ」が誕生し、PR活動などを行っている。

## 経済

### 産業
阪南市は和泉山脈から流れ出る、日本でも有数の上質な水源を利用した綿花生産と往古の養蚕業から続く紡績業が主力。また上質な水源が必要な工芸生産（破魔矢）、精密機械工業、日本酒製造が有力。他に穴子、蝦蛄漁等の近海漁業、海苔、牡蠣の養殖、玉ねぎ、水なす生産等の農業、肉牛生産。過去には、和泉砂岩が市内の各地域で産出することから石切業、石工品（墓石、石櫃）製造、製瓦業が有力産業であったが、需要の衰えから市内で従事する企業は少数となっている。

#### 紡績業
- 江戸時代より綿花栽培が盛んであったことから紡績業が発達。市内には大企業や中小企業が700以上存在していたが、加工しやすい化学繊維や安価な海外生品の台頭により、廃業する企業が相次ぎ、現在は数件を残すのみとなる。
  - 石綿紡織業
    - 泉南地域は紡績技術が高かったことで、明治期には軍事産業を目的とした石綿紡織工場が多数設立され、アスベストを原料とした糸や布が生産されてきた。戦後は造船・自動車・鉄鋼などの主要産業へ製品が供給。石綿関連の事業所は200以上あったとも言われ、泉南地域は「石綿村」と称された[4]。
    - 大阪・泉南アスベスト国家賠償請求訴訟

#### 農業
- 泉州地域一帯は、和泉山脈から流れ出る上質な水源によって土壌が豊かで育つ作物の質が高く、市内には多数の農家が存在したが、時代の流れもあり廃業を余儀なくされている。
  - 玉ねぎ
    - 泉州地域のたまねぎ栽培の歴史は古く「日本のたまねぎ栽培の発祥の地」とも言われ、水分が多く甘みがあり、肉厚で柔らかいのが特徴。明治期には「泉州たまねぎ」の名でブランド化され、国内外へ出荷され名声を博す。現在では北海道での大量生産と海外生品におされ、栽培の規模は減少しているが味がよく、ブランド野菜として高級レストラン等で人気。

  - 水なす
    - 生食が可能な珍しい茄子。土壌が良く、水が綺麗な泉州地域でしか栽培することができない。非常に傷がつきやすく、果実に葉が当たるだけで生育しない、水分量が多く足が早い、漬物にすると褐色に代わるという性質から、泉州地域以外には出荷されることがない幻の茄子と呼ばれていたが、品種改良と流通の発達によって広く流通されるようになった。ハウス栽培を行ったり、果実に接触する葉を除去するなど一個一個傷が付かないように育てており、高価である。「なにわ伝統野菜第一号」の称号を授与されたこともあり産地以外では高級野菜のイメージが強い。

#### 漁業
- 阪南市には、3つの漁港があり、穴子や蝦蛄などの漁獲、海苔やわかめの養殖が主力。近年、牡蠣の養殖に成功、冬季には牡蠣小屋がオープンし人気を博している。
  - 尾崎漁港
    - 地域の加工業者や飲食店と協力して「尾崎のさわら」「アカシタの一夜干し」などのブランド化や、漁港の環境改善にも力を入れており、自然の善玉菌であるEM菌を使って港に流れ込む川の水の浄化を行う。

  - 西鳥取漁港
    - かつては波有手（ぼうで）浜と呼ばれていた歴史ある港。さわら、しらす、いかなご、タコなど季節毎に様々な魚が捕れるだけでなく、海苔や牡蠣が養殖されており、牡蠣シーズンの天候の良い土日には、漁業組合直営のカキ小屋がオープンする。

  - 下荘漁港
    - 海水浴場がある環境を活かし、地引網体験などのイベントや潮干狩り、浜辺でバーベキューが出来る浜ベキューなど、大人から子どもまで大人気。冬には漁港にカキ小屋がオープンする。
- 海苔養殖
  - 和泉山脈の養分を取り込んだ川の水が流れ込む泉州湾は豊かな漁場であり、そこで育まれる海苔は、繊維が長く、滋養に溢れた一流の食材とされていたが、製造技術の高まりから価格が暴落し大阪府下の海苔養殖業者の殆どが廃業。現在大阪府下で海苔の養殖を行っている水産会社は阪南市内に3軒のみ。大阪府が選ぶ特産品にしか与えられない“大阪産（おおさかもん）”というブランド認証を受けている。
- 牡蠣養殖
  - 大阪湾の中でも泉南地域の近海は水質がよく、プランクトンが少ない特殊な漁場であり、養殖の阻害となる海藻が育ちにくい環境で、海苔やわかめの他にも二枚貝の養殖にとって好都合とされていたことから、古くから牡蠣の漁業権を取得し維持されていた。昭和後期から大阪湾の港湾開発が進むと近年、主力であった近海漁業の漁獲量は激減し、後継者不足に悩む中で、水産庁の「浜の活力再生プラン」制度を利用して牡蠣とあさりの養殖を開始。目論見通り質の良い牡蠣の養殖に成功すると、例年冬季にはメディアに取り上げられるなど話題になり、阪南市の新たな特産物として事業が取り組まれている。

### 阪南市で事業を営む主な企業
- 大正紡績
  - 大正7年に設立された老舗紡績会社。製糸業が主。オーガニックコットンから生産された製品は今治タオルにも使用されている。
- 三澤繊維
  - 大正13年創業。紡績業と不織布生産が主。
- マルヰ産業 不織布生産
- 浪花酒造
  - 享保元年（1716年）創業で大阪府下の蔵元としては最古の老舗。年間製造数は約1500石。主力商品は浪花正宗。
- 辻茂製菓
  - 昭和14年創業。米菓生産販売。
- ナカイ製菓
  - 焼菓子（クッキー）の製造販売。テーマパーク、ホテル、百貨店、洋菓子店等のPB商品製造。
- 和泉チエン
  - 大正5年創業の金属製品製造企業。自転車等用の各種ローラーチェーンの製造など。
- 森田アルミ工業
  - 室内外のアルミ建材の製造販売、オフィス家具の製造販売。室内物干しワイヤー「pid」で2009年グッドデザイン特別賞（中小企業庁長官賞）受賞。
- 尾崎工業
  - 昭和18年創業。主に医療用衛生材料（脱脂綿）の製造。
- 朝日科学模型遊園 全国の遊園地の運営管理
- 大阪工芸 破魔矢の生産（トップシェア）
- イズフク工業 電子部品 電子機器の組立
- Special Food.j
  - 大阪府下唯一の認定黒毛和牛「なにわ黒牛」を生産。2019年のG20大阪サミットの晩餐会メニューに採用され、各国首脳から高い評価を得た。

### 金融機関
- 池田泉州銀行 阪南支店（尾崎町68）
- 紀陽銀行 阪南支店 （黒田591-1）
- 大阪信用金庫 尾崎支店 （下出727-4）
- きのくに信用金庫 尾崎支店 （下出530-3）
- JA大阪泉州 阪南支店 （鳥取947-1）

### 日本郵政グループ
- 日本郵便株式会社
  - 阪南郵便局（黒田）- 集配局。
  - 阪南東鳥取郵便局（自然田（じねんだ））
  - 阪南和泉鳥取郵便局（和泉鳥取）
  - 阪南尾崎郵便局（尾崎町）
  - 阪南西鳥取郵便局（鳥取）
  - 阪南福島郵便局（尾崎町）
  - 阪南箱作郵便局（箱作）

各郵便局にはゆうちょ銀行のATMが設置されており、阪南郵便局ではホリデーサービスを実施。
※阪南市内各区域の郵便番号は「599-02xx」（阪南郵便局の集配担当）となっている。

## 地域

### 人口
平成27年国勢調査より前回調査からの人口増減をみると、4.18％減の54,276人であり、増減率は府下43市町村中31位、72行政区域中57位。
| |                                        |  |
| 阪南市と全国の年齢別人口分布（2005年） | 阪南市の年齢・男女別人口分布（2005年） |  |
| ■紫色 ― 阪南市 ■緑色 ― 日本全国 | ■青色 ― 男性 ■赤色 ― 女性              |  |
| 阪南市（に相当する地域）の人口の推移 \| 1970年（昭和45年） \| 28,322人 \| \| \| 1975年（昭和50年） \| 37,381人 \| \| \| 1980年（昭和55年） \| 42,612人 \| \| \| 1985年（昭和60年） \| 49,640人 \| \| \| 1990年（平成2年） \| 54,073人 \| \| \| 1995年（平成7年） \| 55,625人 \| \| \| 2000年（平成12年） \| 58,193人 \| \| \| 2005年（平成17年） \| 57,616人 \| \| \| 2010年（平成22年） \| 56,646人 \| \| \| 2015年（平成27年） \| 54,276人 \| \| \| 2020年（令和2年） \| 51,254人 \| \| |                                        |  |
| 総務省統計局 国勢調査より |                                        |  |
| 1970年（昭和45年） | 28,322人                               |  |
| 1975年（昭和50年） | 37,381人                               |  |
| 1980年（昭和55年） | 42,612人                               |  |
| 1985年（昭和60年） | 49,640人                               |  |
| 1990年（平成2年） | 54,073人                               |  |
| 1995年（平成7年） | 55,625人                               |  |
| 2000年（平成12年） | 58,193人                               |  |
| 2005年（平成17年） | 57,616人                               |  |
| 2010年（平成22年） | 56,646人                               |  |
| 2015年（平成27年） | 54,276人                               |  |
| 2020年（令和2年） | 51,254人                               |  |

### 公共施設

#### 市の施設

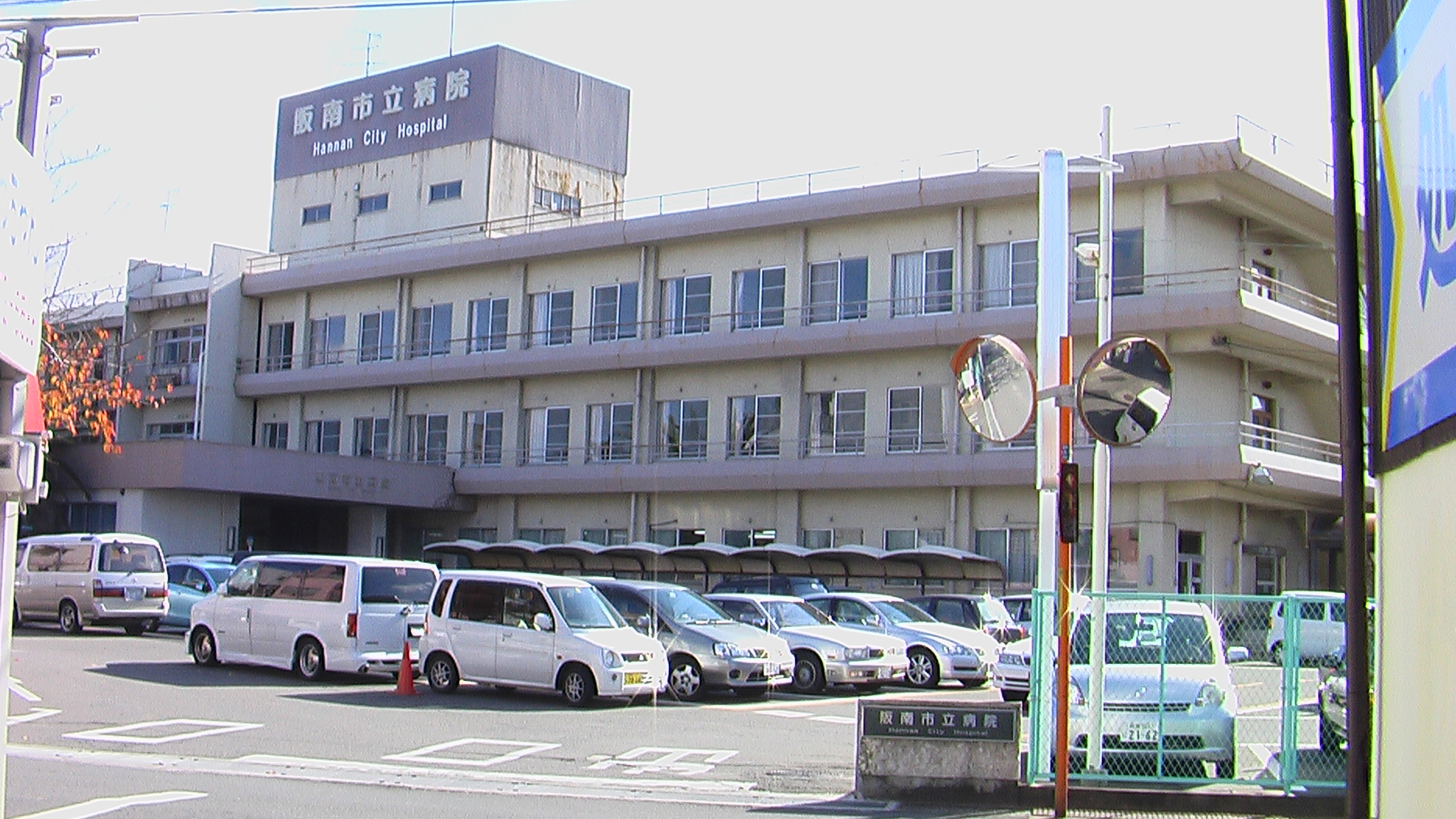
阪南市立病院
阪南市下出17

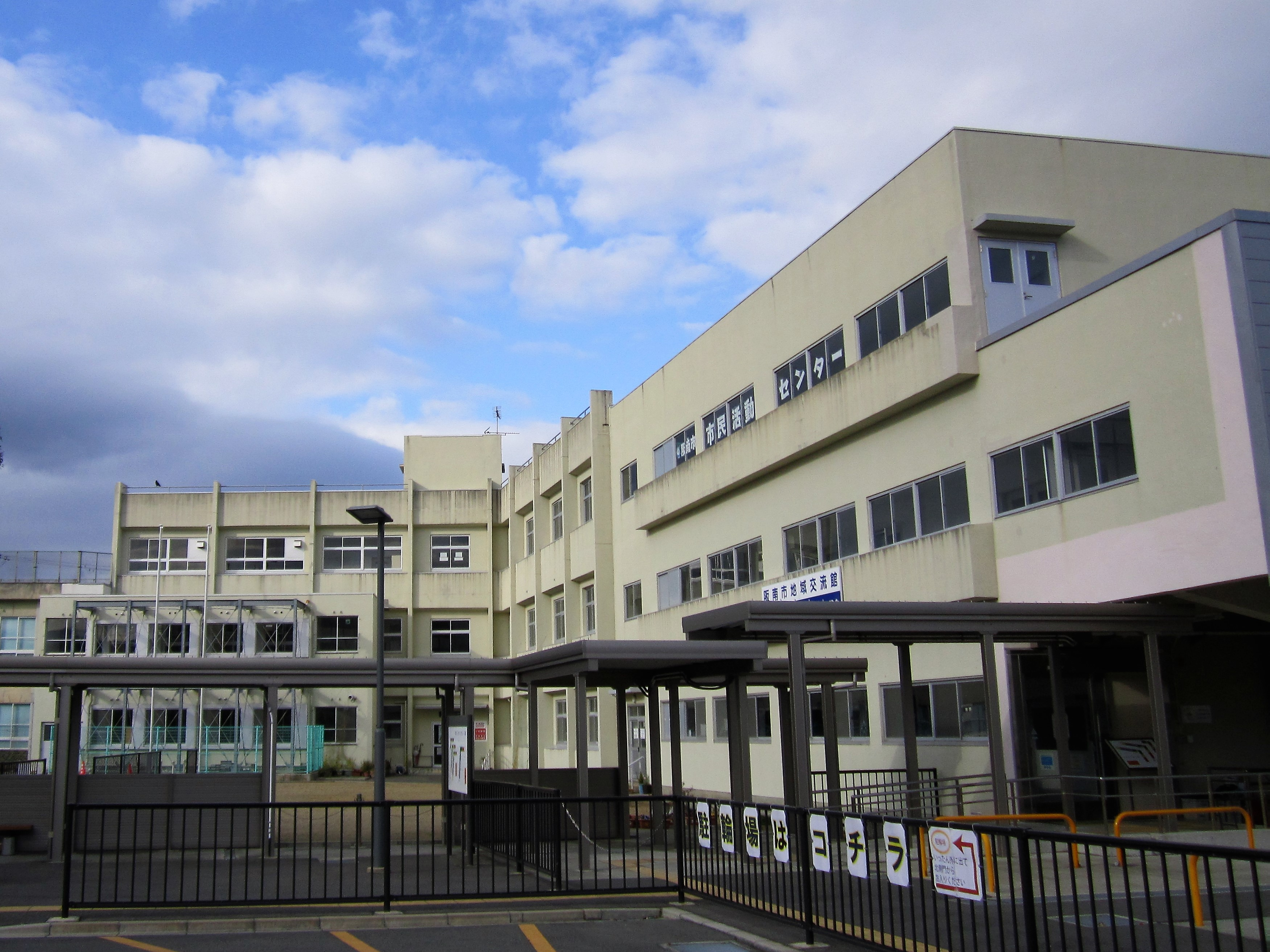
阪南市立尾崎公民館・阪南市地域交流館
阪南市尾崎町1-18-15

##### 防災
- 泉州南消防組合　阪南消防署 - 阪南市桃の木台1丁目1番地の1
- 北分署 - 阪南市黒田２６４番地の１
  - 消防広域化前は阪南岬消防本部であった。

##### 医療関係
- 阪南市民病院 - 阪南市下出17
- 阪南市立保健センター - 阪南市黒田263-1

##### 社会教育関係
- 阪南市立総合体育館 - 阪南市光陽台1-17-24
- 桑畑総合グラウンド - 阪南市桑畑430
- 阪南市立サラダホール - 阪南市尾崎町35－3
  - 文化センター
  - 図書館
- 阪南市立公民館
  - 尾崎公民館 - 阪南市尾崎町1-18-15（旧尾崎小学校）
  - 西鳥取公民館  - 阪南市鳥取1214-1
  - 東鳥取公民館 - 阪南市自然田1464

##### 社会福祉関係
- さつき園 - 阪南市鳥取中9-1
- たんぽぽ園 - 阪南市尾崎町1052-1
- まつのき園 - 阪南市鳥取中9-1
- （社）シルバー人材センター - 阪南市下出527番地の4
- いきいき交流センター - 阪南市自然田1880-5

##### 住民センター
阪南市では、数多くの住民センターを用意し、市民サービスにも積極的に力を入れている。
- 石田住民センター - 阪南市石田494-5
- いずみが丘住民センター - 阪南市箱作1569
- 和泉鳥取住民センター - 阪南市和泉鳥取880-2
- 和泉鳥取台住民センター - 阪南市自然田466-111
- 尾崎住民センター - 阪南市尾崎町1-10
- 尾崎東住民センター - 阪南市下出36-2
- 貝掛住民センター - 阪南市貝掛1215-1
- 垣原住民センター - 阪南市山中渓543-86
- 黒田住民センター - 阪南市黒田5－3
- 光陽台住民センター - 阪南市光陽台2-2-1
- 鴻和住民センター - 阪南市箱作2861-73
- 桜ヶ丘住民センター - 阪南市自然田169-12
- さつき台住民センター - 阪南市さつき台1-24
- シーサイド貝掛住民センター - 阪南市貝掛63-4
- 自然田住民センター - 阪南市自然田1752-1
- 自然田第3住民センター - 阪南市自然田1536-6
- 自然田第4住民センター - 阪南市自然田1664-3
- 下出住民センター - 阪南市下出701-4
- 新町住民センター - 阪南市新町298
- 田山住民センター - 阪南市箱作2519-3
- 鳥取住民センター - 阪南市鳥取668-9
- 鳥取中住民センター - 阪南市鳥取中293-2
- 鳥取三井住民センター - 阪南市鳥取三井3-4
- 箱作住民センター - 阪南市箱作1049
- 箱作西住民センター - 阪南市箱作1619－1
- 箱作東住民センター - 阪南市箱作945
- 箱の浦住民センター（別称、「箱の浦西住民センター」）- 阪南市箱の浦60-13
- 箱の浦東住民センター - 阪南市箱の浦1-76
- 福島住民センター - 阪南市尾崎町5-30-22
- 福島北住民センター - 阪南市尾崎町8-8-4
- プロヴァンスの丘住民センター - 阪南市箱作2875-198
- 舞西住民センター - 阪南市舞2-16-20
- 舞東住民センター - 阪南市舞3-6-5
- マリンタウン福島住民センター - 阪南市尾崎8-38-2
- 万葉台住民センター - 阪南市箱作446-73
- 緑ヶ丘住民センター - 阪南市自然田866-402
- 桃の木台西住民センター - 阪南市桃の木台5-9-9
- 南山中住民センター - 阪南市箱の浦382-67
- 山中渓住民センター - 阪南市山中渓245
- 桑畑住民センター - 阪南市桑畑352-13
- 住金団地住民センター - 阪南市箱作1178-103
- 桃の木台東住民センター - 阪南市桃の木台3-8-1

#### 府の施設

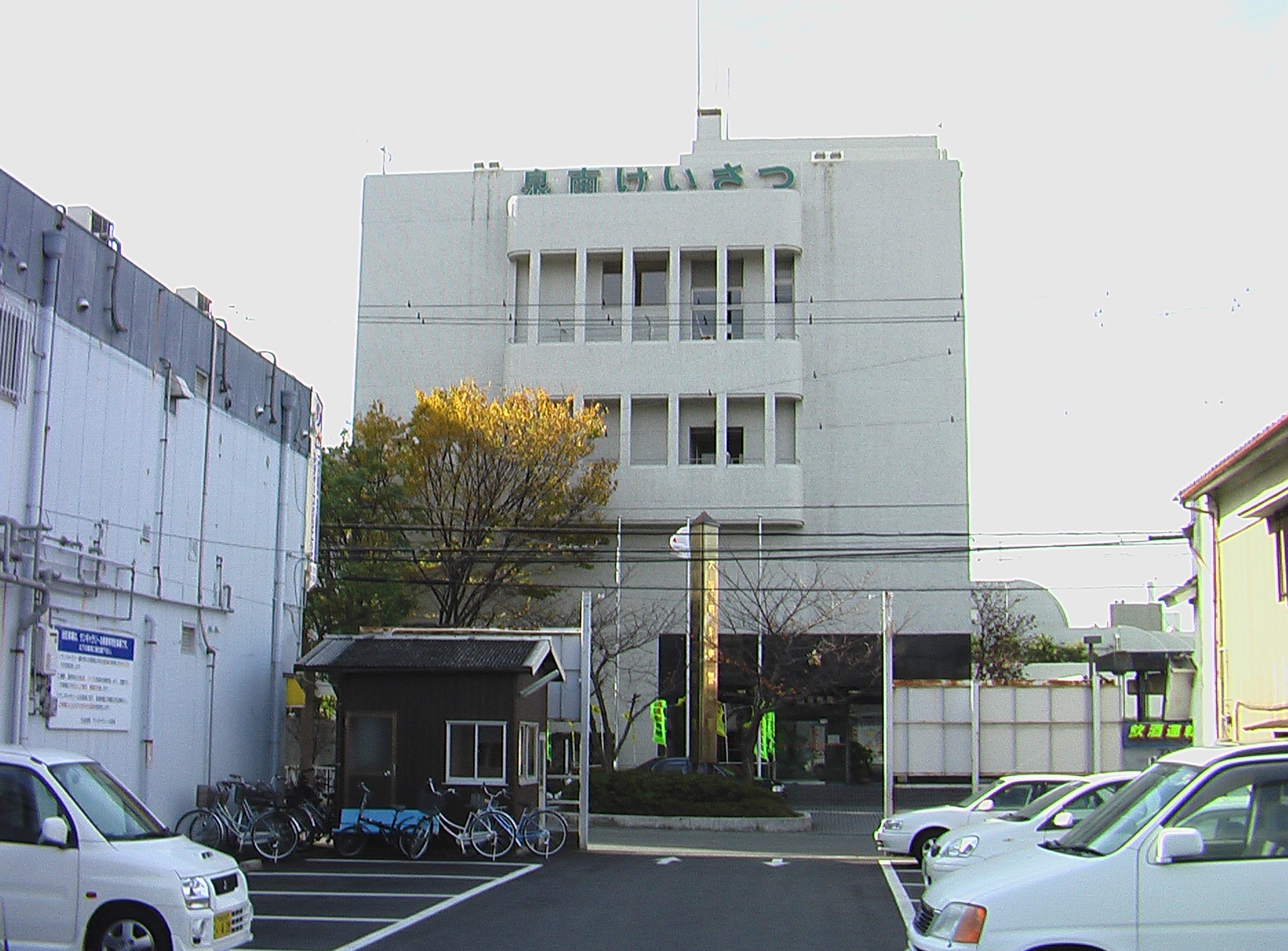
大阪府警 泉南警察署
阪南市尾崎町70

- 大阪府警 泉南警察署 - 阪南市尾崎町70
  - “泉南”という名称は泉南郡に因るもの。泉南市には警察署が設置されていない[5]。

### 教育施設

#### 高等学校
- 大阪府立泉鳥取高等学校（2025年3月閉校）
- 近畿大阪高等学校（通信制）

#### 中学校
- 阪南市立貝掛中学校
- 阪南市立鳥取中学校
- 阪南市立鳥取東中学校
- 阪南市立飯の峯中学校

#### 小学校
- 阪南市立東鳥取小学校
- 阪南市立西鳥取小学校
- 阪南市立上荘小学校（読み：かみしょう）
- 阪南市立尾崎小学校
- 阪南市立下荘小学校
- 阪南市立桃の木台小学校
- 阪南市立朝日小学校
- 阪南市立舞小学校

阪南大学は松原市に、府立阪南高校は大阪市住吉区に、阪南中学校と阪南小学校は大阪市阿倍野区にある。
阪南市立福島小学校は2013年（平成25年）に阪南市立尾崎小学校と統合。阪南市立朝日小学校山中分校、阪南市立箱作小学校（読み：はこつくり）は2016年（平成28年）にそれぞれ阪南市立朝日小学校、阪南市立下荘小学校と統合。阪南市立波太小学校（読み：はた）は2017年（平成29年）に阪南市立東鳥取小学校と統合。

## 交通

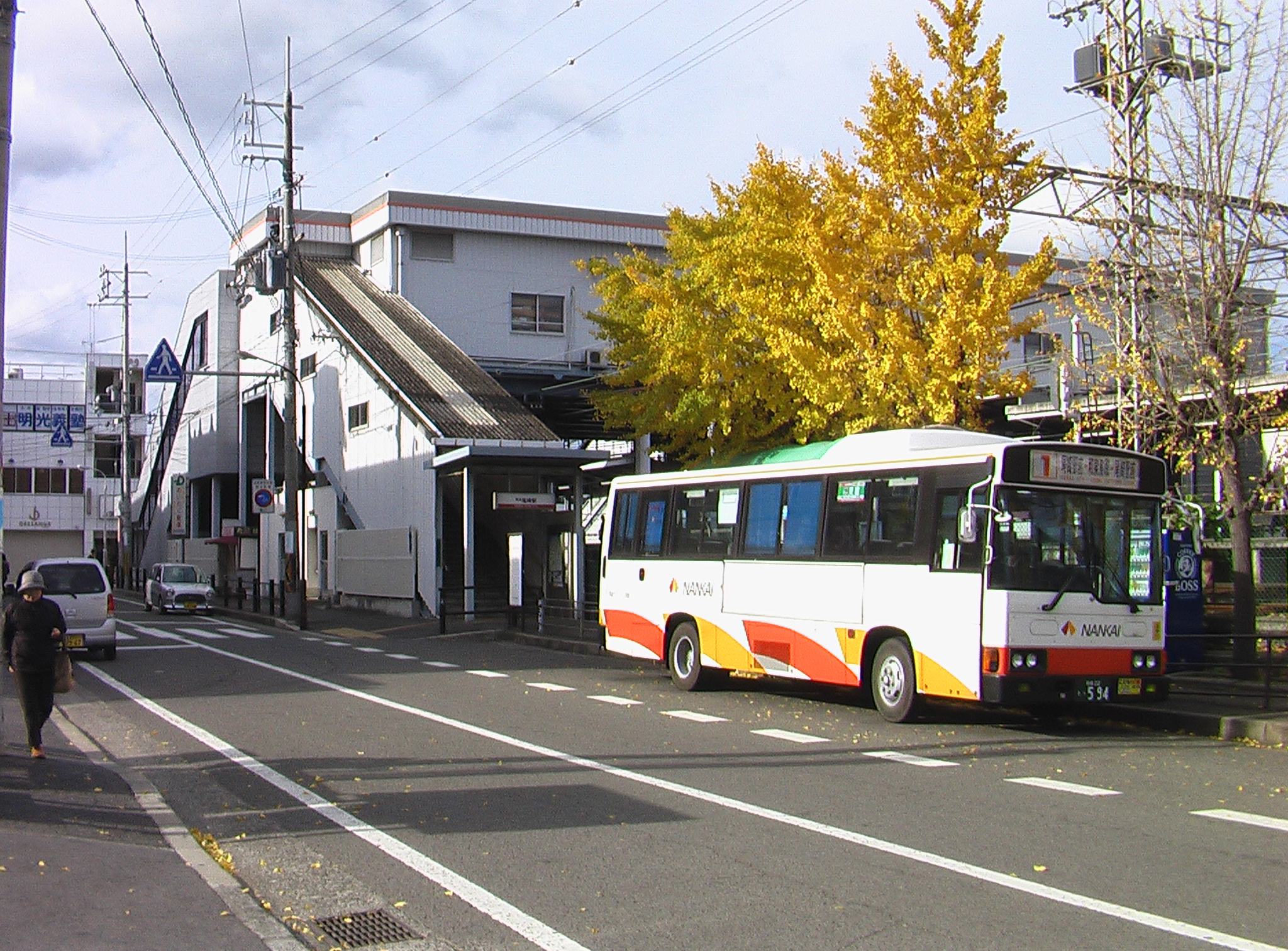
南海本線 「尾崎」駅
阪南市尾崎町95-1

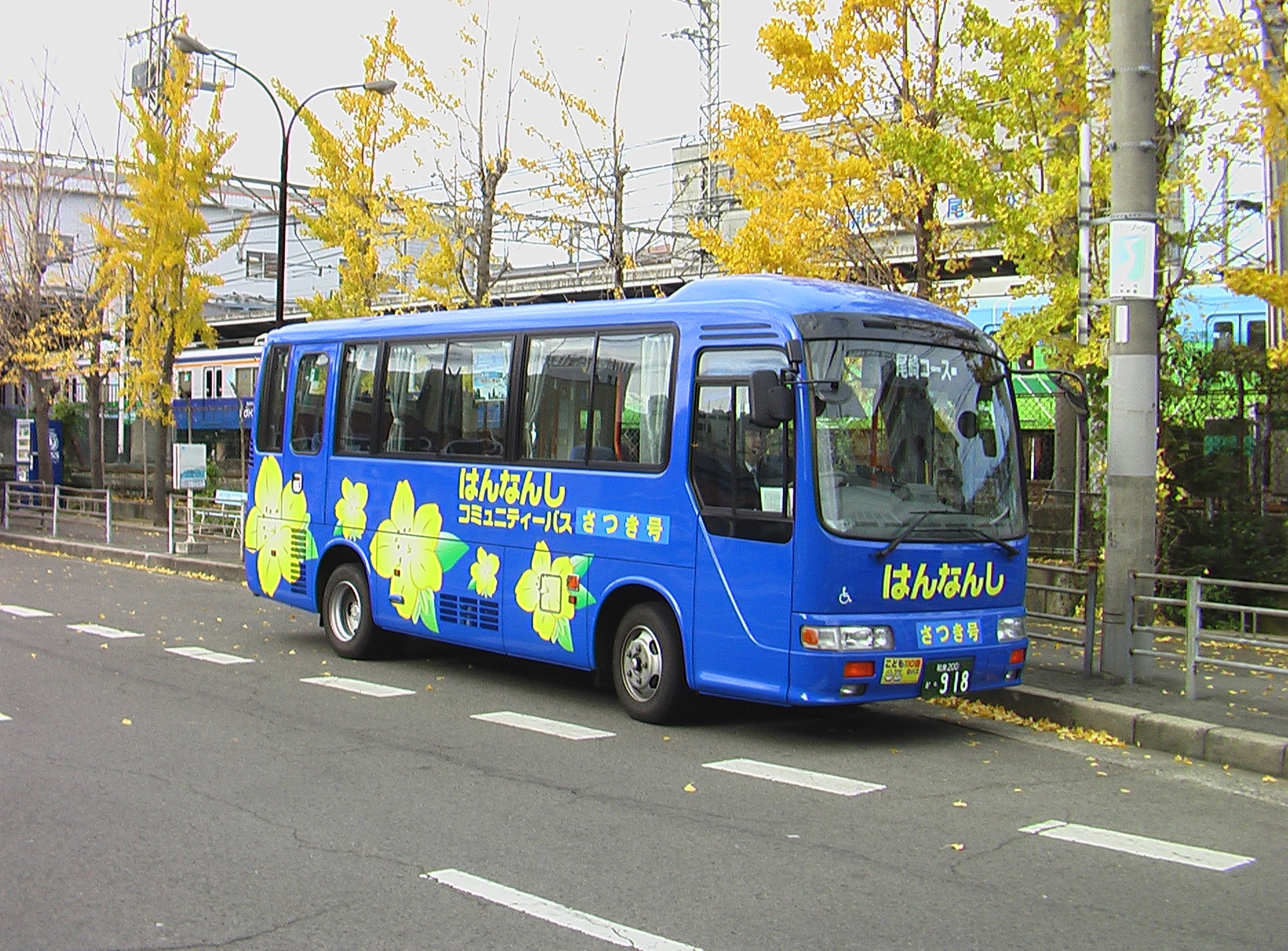
コミュニティーバス「さつき号」
阪南市からの委託により、南海ウイングバスが運行している。

### 鉄道路線
- 中心となる駅：尾崎駅
- 西日本旅客鉄道
  - ■阪和線 和泉鳥取駅 - 山中渓駅
- 南海電気鉄道
  - ■南海本線 尾崎駅- 鳥取ノ荘駅 - 箱作駅

南海尾崎駅の乗降者数こそ多いものの関西空港方面への分岐と南海線羽倉崎駅、阪和線日根野駅までの電車が多いために本数はやや少なめである。

### 路線バス
- 南海ウイングバス（本社営業所）
  - 尾崎線
    - 尾崎駅前→中村→和泉鳥取→石田→尾崎駅前

  - 阪南スカイタウン線
    - 箱作駅前→桃の木台1丁目→桃の木台小学校前→桃の木台1丁目→箱作駅前
- 阪南市コミュニティバス（さつき号）
  - 尾崎コース
  - 山中渓・桜ヶ丘コース
  - 緑ヶ丘・さつき台コース
  - 光陽台・舞コース
  - 桃の木台・万葉台コース
  - いずみが丘・箱の浦コース

### 道路
第二阪和国道が全線開通したが、全体的に道路開発は遅れていて、未だ4車線道路は少ない状況が続いている。

#### 高速道路
- 阪和自動車道 阪南IC (和歌山方面のみのハーフインターチェンジ。松原方面は泉南市の泉南ICを利用)

#### 一般国道
- 国道26号（第二阪和国道）

#### 主要地方道
- 和歌山県道・大阪府道64号和歌山貝塚線

#### 一般府道
- 大阪府道204号堺阪南線
- 大阪府道250号鳥取吉見泉佐野線
- 大阪府道256号東鳥取南海線
- 大阪府道258号尾崎停車場線
- 大阪府道261号自然田鳥取線
- 大阪府道752号和歌山阪南線

### 港湾
- 尾崎港

## 名所・旧跡・観光スポット・祭事・催事
- 波太神社 （石田167）
  - 927年（延長5年）に完成した日根郡10座のひとつ。鳥取部の姓を賜った天湯河板挙が祖先の角凝命を祭神とし波太の地（現在の桑畑）に建立。
  - 室町時代初期に兵火により焼失し、現在の地に移築。同じく焼失した貝掛神社（現在の指出森神社）の祭神（応神天皇）を合祀したことで八幡宮を称す。
  - 1577年（元亀5年）織田信長一行が紀州雑賀征伐の際に最後の陣として本陣を構える。
  - 豊臣秀吉の紀州根来討伐の際に、根来方とみなされ焼き討ちにあい焼失。1600年(慶長5年)に豊臣秀頼が片桐且元を奉行として修復。
  - 現在の本殿と末社三神社本殿は1638年（寛永15年）に建立。いずれも国の重要文化財に指定。
  - 伏拝の鳥居（和泉鳥取1078-4）
    - 紀州藩主が参勤交代の際に紀州街道から波太神社を伏拝（遥拝）できるよう建立。以降熊野詣参拝者が波太神社に立ち寄らずに伏拝することが流行。

  - 地車（やぐら）
    - 波太神社氏子祭で使用される2輪の山車
    - 現在は阪南市内に20台のやぐらが現存し、そのうち18台が波太神社へ宮入する（泉州最大の祭礼宮入神事）
    - 波太神社拝殿前にある7段の石段を駆け上がる、「宮上がり」が有名

  - 浜降り（浜入り）
    - 波太神社例大祭で渡御される御輿が、尾崎町海老野浜に入水する。禊神事ではなく渡御された御輿が海に入る神事は日本で唯一。
- 本願寺尾崎別院（尾崎町2-8-19）
  - 大阪府にある西本願寺別院3ヶ院のひとつ
  - 1598年（慶長3年）、この地にあった善徳寺が豊臣秀吉の焼き討ちにより焼失した跡地に、領主桑山重晴の家臣石田次郎左衛門が堂宇を建立し、本願寺12代宗主准如上人に寄進、尾崎御坊と呼ばれた。
- 長楽寺 （鳥取中725）
  - 和泉西国三十三箇所観音霊場第三十番札所
  - 天平年間、行基の開創。1585年（天正13年）豊臣秀吉の焼き討ちにより焼失、江戸時代に観音堂と庫裏のみを再建。
- 観音寺 （箱作1391）
  - 和泉西国三十三箇所観音霊場第三十ニ番札所
  - 1497年（明応6年）枯木大禅により開山。
- 庚申堂 （和泉鳥取）
  - 1605年（慶長10年）に浄念上人により開基された泉州一帯の庚申信仰の中心。1年の最初の庚申の日（初庚申）に粥占が行われる。
- 法福寺 （鳥取1221）
  - 1501年（文亀元年）に創建された浄土宗の寺院。大坂夏の陣の悲話として伝えられるお菊ゆかりの寺として「お菊寺」とも呼ばれている。
- 大願寺 地蔵菩薩立像（下出753）
  - 1546年（天文15年）作成。像高1.92m、総高2.56mを測る、大阪府下で最大級の地蔵石仏。
- 地福寺（子安地蔵尊） （山中渓1180）
  - 安産信仰と枝垂れ桜が有名。
- 指出森神社（貝掛1462）
  - 元は応神天皇を祀る八幡宮であった貝掛神社。室町時代初期の兵火により焼失、祭神を波太神社へ合祀。
  - 神功皇后が三韓征伐を終え、筑紫にて皇子（応神天皇）を出産後、難波に凱旋する途中、玉津島（貝掛の浦）に停泊した際に武内宿彌がこの地で皇子を湯浴みさせたとされ、応神天皇産湯の淵と云われる。
- 加茂神社 （箱作1655）
  - 813年（弘仁4年）創建とされる。京都賀茂御祖神社改修の際、御霊筥（箱）を加茂川に流したところ、この地に漂着したので、加茂神社建立を勧請し、付近を「筥（箱）着里」とした。
- 清水弘法大師（尾崎町1-7-23）
  - 1722年（享保7年）創建、弘法大師を祀る。
  - 弘法大師がこの地に立ち寄った際、浜辺のため近くに井戸が無いにもかかわらず饗した老婆に感銘し、清水が湧く場所を言い当てて井戸を掘らせたとされる。
  - この井戸は平安時代から現在まで1度も涸れたことがないとされ、また波打ちぎわで塩分の含まない清水が湧き出す現象は他に類が無く、希少性と不思議さを秘めている。この水を利用して1716年に浪花酒造が創業。
- 雷藏寺 （箱作2402）
  - チベット密教系真佛宗日本総本山。2007年に開山。
- 山中関所跡（山中渓）
  - 南北朝時代に岸の和田一族、橋本正高がここに関所を設けて関銭を課したことに始まる。1395年（応永2年）、長慶天皇が河内国の観心寺に法華堂造営の為に料所にした。江戸時代初期に廃止。
- 境橋 （山中渓）
  - 日本最後の（幕府の許可を得た）仇討ち場跡
  - 1857年（安政4年）、土佐藩士広井大六が、同藩士棚橋三郎に切り捨てられる。1858年（安政5年）大六の嫡男岩之助は、江戸に申し出、「あだうち免許状」を与えられる。岩之助は加太に潜んでいた三郎を発見し、紀州藩へ仇討ち実行を申し出ると、「三郎を境橋より追放するので、仇討ちをしたければ境橋附近、和泉側にてすべし」と伝えられた。1863年（文久3年）、岩之助は境橋の北側で三郎を待ちうけ、多くの見物人立ち会いの下、仇討ちを果たした。
- 紀州街道（熊野街道）（和泉鳥取〜山中渓）
  - 紀州藩の参勤交代のため整備された道。
  - 古代に難波や奈良と紀伊国を結ぶ南海道として成立し、平安時代以降熊野詣が盛んになると、 天皇や公家の参拝所兼休憩所の王子が設けられ、「熊野街道」 と呼ばれた。
  - 九十九王子
    - 地蔵堂王子（山中渓）
    - 馬目王子（山中渓）
    - 長岡王子跡（和泉鳥取1078-4）
      - 泉南市内にあったとされる王子社であるが詳細は明らかになっておらず、波太神社伏拝鳥居付近にある石像が是得上人名号碑であり長岡王子跡とされている。熊野詣最難所である琵琶岸懸に挑む前準備として、鳥居から波太神社を参拝したと云われる。

  - 琵琶ヶ岸懸（和泉鳥取）
    - 熊野古道の最難所とされる崖。熊野詣中の琵琶法師が山中川に転落し絶命した際、背にしていた琵琶が途中の木の枝に引っかかったと云われる。これ故、山中川のせせらぎは琵琶の音がすると伝えられている。
- 信長街道（下出〜黒田〜鳥取）
  - 泉南市の信達で紀州街道から分かれ、男里、下出、黒田を通り、鳥取で浜街道と合流する道。織田信長が軍用道路として、紀州征伐の前に整備したとされる。
- 信長道（石田〜鳥取）
  - 織田信長が紀州雑賀征伐により波太神社に本陣を構えた際に、波太神社から浜街道へ下る為に整備した道。
- 首斬地蔵 （石田283）
  - 豊臣秀吉の紀州根来討伐の際に、根来方とみられる寺院はことごとく焼き討ちされていく中、波有手の道弘寺住職亮念和尚を発起人として、複数の住職と賛同した住民が抵抗。敢え無く斬首されるが、残された住民は亡骸の首を集めて葬り、その上に首の無い石地蔵を置いて冥福を祈った。
- 勇夫善六碑（鳥取1122）
  - 1590（天正18）年、秀吉の小田原攻めの際、波有手村の善六が多大な功績を残し戦死したことの恩賞として、太閤検地により負担していた税のうち浦役銭1貫と水主１人を150年間減免された。この功を称え1739（元文4）年に波有手村と新村の人々によって墓碑を建立した。
- 玉田山古墳
  - 玉田山の西斜面の山麓に位置する、砂岩で築かれた古墳群。玉田山1号墳・2号墳ともに横穴式石室を持ち、泉南地方で石室が見学できる数少ない古墳の一つ。1号墳からは、金環・銅環・コハク玉・鉄鏃・須恵器の長頸壺などが出土されている。
- 菟砥河上宮旧跡（緑ヶ丘１丁目３−６）
  - 玉田山公園内に菟砥川上宮旧跡碑が存在。日本書紀に記された菟砥河上宮、古事記に記された鳥取河上宮と呼ばれる場所の比定地。垂仁天皇の皇子とされる五十瓊敷命が、菟砥川で横刀壱仟口（石刀）を作り石上神宮に奉納したと伝わる。
- 七塚（鳥取中725、和泉鳥取792-13）
  - 神武天皇東征の際、皇兄彦五瀬命の御軍が進路を熊野にとるため、大阪湾を南下の途中、彦五瀬命 が孔舎衛の坂で長髄彦との戦いで負った矢傷が悪化したため、雄水門に上陸。雄水門から和歌山の竈山神社へ向かう途上、戦傷で息切れした家来たちを埋葬し祀った7つの塚のうち、3箇所が現存しており、うち2箇所が阪南市内に現存。（もう1箇所は泉南市馬場2-13-282-1に存在）
- 向出遺跡
  - 西日本最大級の縄文時代墓地を含む複合遺跡。縄文時代後期の土壙墓200基以上、弥生時代後期の竪穴建物跡10棟、多数の縄文土器や弥生土器を検出。
- 蓮池（石田）
  - 阪南市最大の溜池。阪南市内は後述の抜水が発達していた為、溜池が少ない。築造年は不明、鎌倉時代初期に俊乗坊重源という僧によって改修が行われたとされる。
- 神光寺遺跡（石田）
  - 蓮池遺跡とも呼ばれ、阪南市で最も古い遺物である有茎尖頭器が出土。
- 抜水（ぬきず）
  - 明治時代に鳥取中の根来紋治郎が考案した灌漑施設。1901年（明治34年）、市内鳥取中交差点に「湧泉之碑」が建立。
- 自然居士の大銀杏 大阪府指定文化財
  - 謡曲「自然居士」の主人公・自然居士の出身地であるとの伝承が残り、銀杏の大樹がある付近に住居があったとされる。
- 井山城跡
  - 南北朝時代の合戦時に使用された山城
- せんなん里海公園
  - 箱作海水浴場（ピチピチビーチ）
    - 南海「箱作駅」下車徒歩15分。
    - 2015年（平成27年）日本の夕陽百選に「ぴちぴちビーチ及びせんなん里海公園人口磯浜」として選定。
- わんぱく王国
  - JR阪和線「山中渓駅」下車徒歩3分。
- 山中渓の桜（約1000本のソメイヨシノ）
  - JR阪和線「山中渓駅」下車すぐ。
- 山中渓の蛍
  - 毎年6月中旬にホタルの観賞会が行われる。
  - JR阪和線「山中渓駅」下車すぐ。

## 著名な出身者
※印は阪南市ふるさと大使に任命されている
- 伊﨑央登（俳優、ミュージシャン、元FLAMEメンバー、伊﨑右典は双子の兄）
- 伊﨑右典（俳優、ミュージシャン、元FLAMEメンバー、伊﨑央登は双子の弟）
- 石橋尊久（お笑い芸人、イシバシハザマ）
- 和泉修（お笑い芸人、ケツカッチン、元プロボクサー、生まれは鹿児島県）
- 2代目桂力造（落語家）
- 上良早紀（女優、タレント）
- 喜多ふあり（小説家）
- こうぶんこうぞう（現代アーティスト、画家）
- 小鯛竜也（プロゴルファー）
- 妹尾軒作（元プロ野球選手、オリックス、投手）
- 田中直基（プロサッカー選手）
- 谷中真二（元プロ野球選手、西武ほか、投手）
- たむらけんじ（お笑い芸人、実業家） ※
- 塚地武雅（俳優、お笑い芸人、ドランクドラゴン）
- 辻本茂雄（コメディアン、お笑い芸人、吉本新喜劇元座長、座員）
- 中川圭太（プロ野球選手、オリックス、内野手） ※
- 仲谷進（映画監督、特殊メイクアーティスト）
- 福田周平（プロ野球選手、オリックス、内外野手） ※
- 星田英利（俳優、お笑い芸人、元チュパチャップス、旧芸名：ほっしゃん。）
- まいける（お笑い芸人〈ピン芸人〉、ダンサー、旧芸名：マイケル）
- 松川虎生（プロ野球選手、ロッテ、捕手）
- 山田三郎（実業家、泉陽興業、エキスポランド社長、会長）
- 愛海（プロレスラー）
- SOUTH BLUE（歌手）

## 阪南市を舞台とした作品

### 漫画
- ヨガのプリンセス プリティー・ヨーガ（稲留正義） - 反難市（阪南市）、箱作離（はこさくり）小学校（阪南市立箱作小学校）、害掛中学（阪南市立貝掛中学校）、旧国道2060号（国道26号）が登場する。